# Gordon Bicknell
Gordon Bicknell (geboren 6. September 1974 in Birmingham) ist ein britischer Musiker.

## Werdegang
Im Jahr 1991 beteiligte sich Bicknell an der Gründung der Death-Metal-Band Absolution, die er im folgenden Jahr, noch vor den ersten Veröffentlichungen verließ. Seit 1992 war Bicknell über mehrere Jahre mit einer kurzen Unterbrechungen bis zum Jahr 2020 als Ur-Mitglied neben Greg Chandler, Gitarrist und Keyboarder der Funeral-Doom-Band Esoteric aktiv. Im Jahr 2008 initiierte er das anfänglich dem Post-Industrial zuzurechnende Projekt Lysergene, mit welchem er später als Dubstep-Produzent agierte. Er agierte zuzüglich gelegentlich als Studiomusiker, Tontechniker, Grafik- und Sounddesigner. Hinzukommend unterrichtet er am Access to Music College in Birmingham, wo er zuvor selbst studiert hatte.

## Diskografie (Auswahl)
Mit Esoteric
- 1993: Esoteric Emotions – The Death of Ignorance (Demo, Selbstverlag)
- 1995: Epistemological Despondency (Album, Aesthetic Death Records)
- 1997: The Pernicious Enigma (Album, Aesthetic Death Records)
- 1999: Metamorphogenesis (EP, Eibon Records)
- 2004: Subconscious Dissolution into the Continuum (Album, Season of Mist)
- 2008: The Maniacal Vale (Album, Season of Mist)
- 2019: A Pyrrhic Existence (Album, Season of Mist)

Mit Lysergene
Als Gastmusiker
- 2011: Esoteric: Paragon of Dissonance (Album, Season of Mist)